# Chích liễu

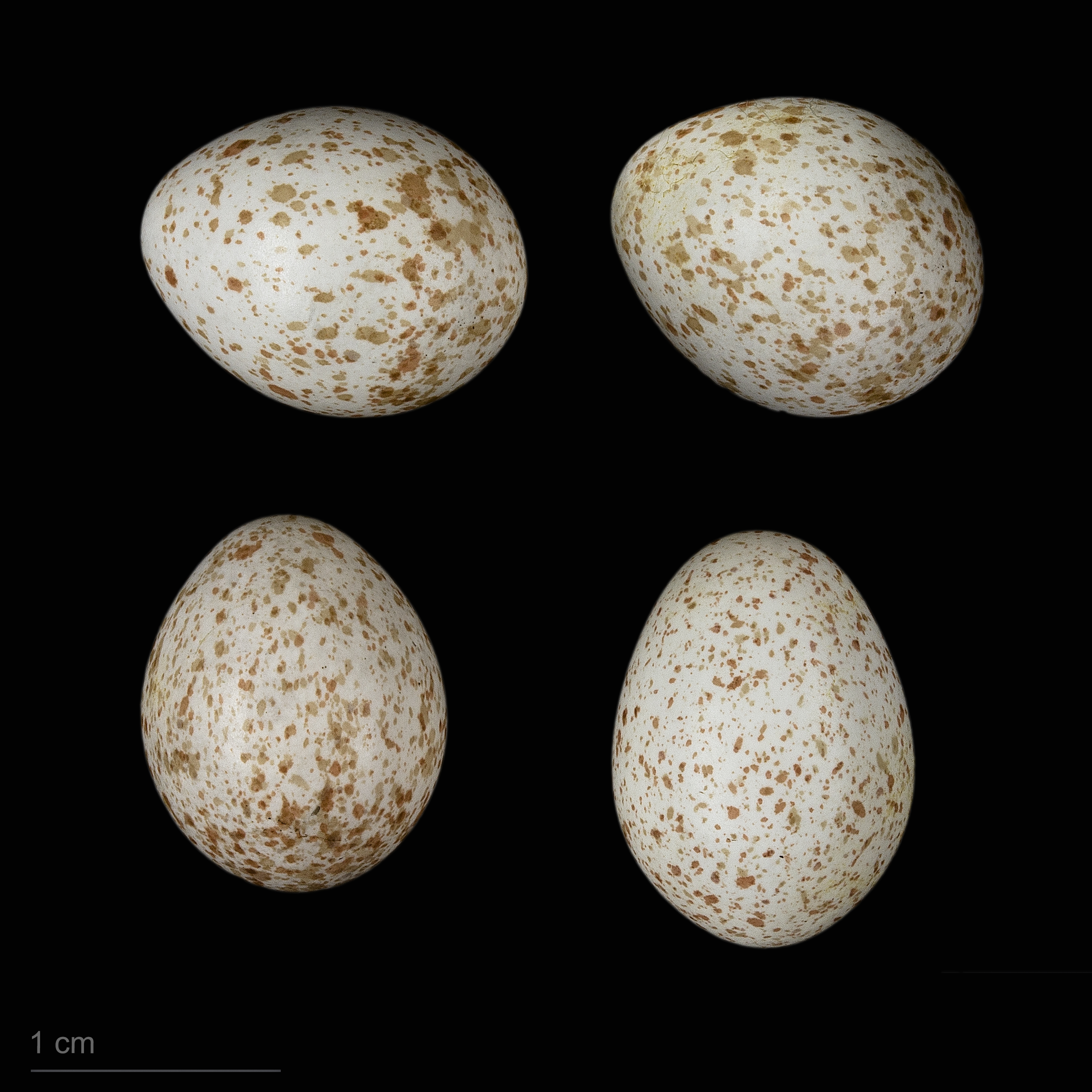
Phylloscopus trochilus

Chích liễu (danh pháp hai phần: Phylloscopus trochilus) là một loài chích lá thuộc chi Chích lá, họ Chích lá. Loài này rất phổ biến và rộng rãi và sinh sản trên khắp miền Bắc và ôn đới châu Âu và châu Á, từ Ireland đông để Anadyr lưu vực sông ở miền đông Siberia. Nó là mạnh mẽ di cư, với gần như tất cả các mùa đông dân số ở châu Phi cận Sahara.
Nó là một loài chim sống rừng mở với cây và độ che phủ mặt đất để làm tổ, bao gồm quan trọng nhất là bạch dương, tống quán sủi, và liễu. Thường làm tổ được xây dựng trong tiếp xúc gần với mặt đất, hoặc ở trong thảm thực vật thấp. Giống như chim chích Cựu Thế giới (Sylviidae), loài chim này ăn côn trùng. Ở Bắc Âu, nó là một trong các chim chích đầu tiên trở lại trong mùa xuân mặc dù nó là sau hơn Phylloscopus collybita chặt chẽ liên quan.